# Hideo Kojima
Hideo Kojima (小島秀夫, Kojima Hideo), född den 24 augusti 1963, är en japansk datorspelsutvecklare. Hans första populära spel var Snatcher, men hans stora genombrott kom när han flyttade spelserien Metal Gear till Playstation och döpte om den till Metal Gear Solid.
Han är också utvecklare av Zone of the Enders 1 och 2, samt Boktai 1, 2 och 3. Kojima är en av världens mest kända och respekterade spelutvecklare.

## Arbete

### Metal Gear-serien
| År   | Speltitel                                                    | Krediterad som | Krediterad som | Krediterad som  | Krediterad som | Konsoler                                                              |
| År   | Speltitel                                                    | Regissör       | Producent      | Manusförfattare | Speldesigner   | Konsoler                                                              |
| ---- | ------------------------------------------------------------ | -------------- | -------------- | --------------- | -------------- | --------------------------------------------------------------------- |
| 1987 | Metal Gear                                                   | Ja             |                | Ja              | Ja             | 1987: MSX2, 2004: MP, 2005: PS2, 2006: i-revo, 2011: PS3, 360, PSVita |
| 1990 | Metal Gear 2: Solid Snake                                    | Ja             |                | Ja              |                | 1990: MSX2, 2004: MP, 2005: PS2, 2011: PS3, 360, PSVita               |
| 1998 | Metal Gear Solid                                             | Ja             | Ja             | Ja              | Ja             | 1998: PS                                                              |
| 1999 | Metal Gear Solid: Integral                                   | Ja             | Ja             | Ja              | Ja             | 1999: PS, 2000: Microsoft Windows                                     |
| 2000 | Metal Gear: Ghost Babel                                      |                | Ja             |                 |                | 2000: GBC                                                             |
| 2001 | Metal Gear Solid 2: Sons of Liberty                          | Ja             | Ja             | Ja              | Ja             | 2001: PS2, 2011: PS3, 360                                             |
| 2002 | The Document of Metal Gear Solid 2                           | Ja             | Ja             |                 |                | 2002: PS2                                                             |
| 2002 | Metal Gear Solid 2: Substance                                | Ja             | Ja             | Ja              |                | 2002: Xbox, 2003: PS2, Microsoft Windows                              |
| 2004 | Metal Gear Solid: The Twin Snakes                            |                | Ja             | Ja              |                | 2004: GCN                                                             |
| 2004 | Metal Gear Solid 3: Snake Eater                              | Ja             | Ja             | Ja              | Ja             | 2004: PS2, 2011: PS3, 360                                             |
| 2004 | Metal Gear Acid                                              |                | Ja             |                 |                | 2004: PSP                                                             |
| 2005 | Metal Gear Acid 2                                            |                | Ja             |                 |                | 2005: PSP                                                             |
| 2005 | Metal Gear Solid 3: Subsistence                              | Ja             | Ja             | Ja              | Ja             | 2005: PS2                                                             |
| 2006 | Metal Gear Solid: Digital Graphic Novel                      | Ja             | Ja             |                 |                | 2006: PSP                                                             |
| 2006 | Metal Gear Solid: Portable Ops                               |                | Ja             |                 |                | 2006: PSP                                                             |
| 2007 | Metal Gear Solid: Portable Ops Plus                          |                | Ja             |                 |                | 2007: PSP                                                             |
| 2007 | Metal Gear Solid 2: Bande Desinee                            | Ja             | Ja             |                 |                | 2007: DVD                                                             |
| 2008 | Metal Gear Solid Mobile                                      |                | Ja             |                 |                | 2008: MP                                                              |
| 2008 | Metal Gear Acid Mobile                                       |                | Ja             |                 |                | 2008: MP                                                              |
| 2008 | Metal Gear Solid 4: Guns of the Patriots / Metal Gear Online | Ja             | Ja             | Ja              | Ja             | 2008: PS3                                                             |
| 2008 | Metal Gear Online: Gene Expansion                            |                | Ja             |                 |                | 2008: PS3                                                             |
| 2008 | Metal Gear Online: Meme Expansion                            |                | Ja             |                 |                | 2008: PS3                                                             |
| 2009 | Metal Gear Online: Scene Expansion                           |                | Ja             |                 |                | 2009: PS3                                                             |
| 2009 | Metal Gear Solid Touch                                       |                | Ja             |                 |                | 2009: iOS                                                             |
| 2010 | Metal Gear Arcade                                            |                | Ja             |                 |                | 2010: Arkad                                                           |
| 2010 | Metal Gear Solid: Peace Walker                               | Ja             | Ja             | Ja              | Ja             | 2010: PSP, 2011: PS3, 360                                             |
| 2011 | Metal Gear Solid HD Collection                               | Ja             | Ja             | Ja              |                | 2011: PS3, 360, PSVita                                                |
| 2012 | Metal Gear Solid: Snake Eater 3D                             | Ja             | Ja             | Ja              |                | 2012: 3DS                                                             |
| 2013 | Metal Gear Rising: Revengeance                               |                | Ja             |                 |                | 2013: PS3, 360, Microsoft Windows                                     |
| 2014 | Metal Gear Solid V: Ground Zeroes                            | Ja             | Ja             | Ja              | Ja             | 2014: PS4, PS3, XBOne, 360                                            |
| 2015 | Metal Gear Solid V: The Phantom Pain                         | Ja             | Ja             | Ja              | Ja             | 2015: PS4, PS3, XBOne, 360, Microsoft Windows                         |

### Snatcher/Policenauts-spelen
- Snatcher (1988: PC88, MSX2) – manusförfattare, regissör
- SD Snatcher (1990: MSX2) – manusförfattare
- Snatcher CD-ROMantic (1992: PC-Engine) – manusförfattare, regissör
- Policenauts (1994: PC98, 1995: 3DO, 1996: PlayStation, 1996: Saturn) – manusförfattare, regissör
- Snatcher (2011: radio drama) - planerare, producent

### Tokimeki Memorial-serien
- Tokimeki Memorial Drama Series Vol. 1: Nijiiro no Seishun (1997: Playstation, Sega Saturn) – planerare, producent, dramaregissör
- Tokimeki Memorial Drama Series Vol. 2: Irodori no Love Song (1998: Playstation, Sega Saturn) – planerare, producent
- Tokimeki Memorial Drama Series Vol. 3: Tabidachi no Uta (1999: Playstation, Sega Saturn) – exekutiv regissör

### Zone of the Enders-serien
- Zone of the Enders (2001: Playstation 2) – producent
- Zone of the Enders: The 2nd Runner (2003: Playstation 2, 2003: Special edition för Playstation 2) – producent
- Zone of the Enders HD Collection (2012: Playstation 3, Xbox 360, Playstation Vita) - producent

### Boktai-serien
- Boktai: The Sun is in Your Hand (2003: Game Boy Advance) – speldesigner, producent
- Boktai 2: Solar Boy Django (2004: Game Boy Advance) – producent
- Shin Bokura no Taiyō: Gyakushū no Sabata (2005: Game Boy Advance) – producent
- Lunar Knights (2006: Nintendo DS) – producent

### Castlevania-serien
- Castlevania: Lords of Shadow (2010: Xbox 360, Playstation 3) - exekutiv producent

### Övriga spel
- Penguin Adventure (1986: MSX) – assisterande regissör
- Lost Warld (1986: MSX, canceled) – manusförfattare, regissör
- D2 (1999: Dreamcast) - thanks
- Stock Trading Trainer : Kabutore (2006: Nintendo DS) – producent
- Kabushiki Baibai Trainer Kabutore! Next (2007: Nintendo DS) – producent
- Super Smash Bros. Brawl (2008: Wii) – designer of Shadow Moses Island stage
- Twelve Tender Killers (2008: mobile phones) – producent
- Gaitame Baibai Trainer: Kabutore FX (2009: Nintendo DS)
- P.T. (2014: Playstation 4)
- Death Stranding (2019: Playstation 4) - Game Director
- Ej annonserat 5pb. spel (TBA: TBA) - producent[2]

### Röstskådespelarroller
- Policenauts (1994) – AP Officer No. 2
- Eurasia Express Satsujin Jiken (1998) – Traveler
- Metal Gear Solid: VR Missions (1999) – Genola
- Versus (2000) – cameoroll (extra)
- Azumi (2003) – cameoroll (extra)
- Internet Pilot Drama Idea Spy 2.5 Daisakusen (2007) - Idea Spy 2.5
- Castlevania: Lords of Shadow (2010) - The Chupacabra (JP version). Röstskådespelet för den engelska versionen krediterades till Jason Sampson.
- Snatcher (2011) - Little John